# Multiorganversagen
Multiorganversagen (MOV, oder MOF von englisch multiple organ failure), auch multiples Organversagen, in abgeschwächter Form auch multiple Organdysfunktion (MODS, von englisch multiple organ dysfunction syndrome), etwa infolge eines SIRS, bezeichnet das Versagen bzw. die schwere Funktionseinschränkung verschiedener lebenswichtiger Organsysteme des Körpers.

## Ursache
Ein MODS kann die Folge einer Vielzahl von krankhaften Veränderungen des Körpers sein. Häufig kommt es bei einer Sepsis, bei polytraumatisierten Patienten oder bei dekompensierten internistischen Krankheitsbildern wie Herzinsuffizienz oder infolge einer ausgeprägten allergischen Reaktion (anaphylaktischer Schock) zu einem MODS.
Multiorganversagen kann auch bei erblichem Transaldolasemangel auftreten oder der sehr seltenen Letalen akantholytischen Epidermolysis bullosa.
Folgende Organsysteme können betroffen sein:
- Lunge: ARDS
- Herz-Kreislauf-System: akute Kreislaufinsuffizienz
- Niere: Akutes Nierenversagen
- Leber: Akutes Leberversagen bis hin zum Leberausfall
- Gerinnungssystem: Abfall der Thrombozyten, gesteigerte Blutungsneigung
- Magen-Darm-Trakt: Cholezystitis, Stressulkus bis hin zu Kolitis und Durchwanderungsperitonitis

## Behandlung
Die Behandlung des MODS ist im Regelfall mit der Aufnahme auf einer Intensivstation verbunden, da es sich hierbei um einen lebensbedrohlichen Zustand handelt. In der Intensivmedizin gibt es Verfahren, um die Funktion ausgefallener Organe zu unterstützen oder ganz zu ersetzen (z. B. Beatmung, Dialyse, gezielte Infusionstherapie und Kreislaufunterstützung durch Medikamente), dennoch ist ein MODS mit einer sehr hohen Letalität verbunden.